# Ama Ata Aidoo
Ama Ata Aidoo (ur. 23 marca 1942 w Saltpond, zm. 31 maja 2023) – ghańska pisarka, dramaturg, poetka, powieściopisarka i twórczyni opowiadań.

## Dzieła
- The Dilemma of a Ghost, 1964, dramat
- Anowa, 1970, dramat
- No Sweetness Here, 1970, opowiadania
- Our Sister Killjoy, 1977, proza
- Someone Talking to Sometime, 1985, poezja
- The Eagle and the Chicken, and Other Stories, 1986, opowiadania dla dzieci
- Birds and Other Poems, 1987, poezja
- Changes, 1991, proza
- The Girl Who Can and Other Stories, 1999, opowiadania